# Nikki Dane
Nikki Dane, egentlig Helle Andersen (født 5. september 1974 i København), er en dansk pornomodel, der sammen med sin mand Allan Andersen leder selskabet Nikki Dane Productions. Hun blev oprindeligt landskendt under navnet "Fluffer-Helle", via en medvirken i TV3s dokumentarprogram SexOrama. Nikki Dane har medvirket i en mængde danske og svenske pornofilm, og er også meget aktiv bag kulisserne.

## Filmografi
- Big Dick (2000)
- Monas verden (2001)
- Vikingalegenden (2001)
- Iskallt begär (2002)
- Ridskolan 2: Sexskolan (2003)

Rideskolen 3: skiskolen (2005)
Rideskolen 4: Helseskolen (2006)
Rideskolen 5: Rideskolen 2007)
- Jane Bomb (2004)

Jane Bomb 2 (2006)
- Köttets lusta (2004)
- Farlig potens (2002)
- I vädurens tecken (2006)
- Besatt av sex (2006)